# Кафедральный собор Дубровника
Собор Вознесения Девы Марии — католический собор в городе Дубровник, Хорватия. Кафедральный собор
епархии Дубровника, памятник архитектуры в стиле итальянского барокко.
Современное здание собора стоит на месте нескольких предыдущих церквей, самая ранняя из которых относится к VI веку. В XII веке на этом месте была возведена романская церковь, простоявшая пять веков и полностью разрушенная во время катастрофического Дубровницкого землетрясения 1667 года.
Сразу после землетрясения Сенат Дубровницкой республики поручил разработку проекта нового собора архитектору Андреа Буфалини. Непосредственно ход строительных работ, продолжавшихся 30 лет, возглавляли Франческо Кортезе (1669—1670), Паоло Андреотти (1671—1674), Пьер Антонио Бацци (1677—1678) и Томмазо Наполи из Палермо (1689—1700). Последний внёс ряд существенных изменений в первоначальный план Буфалини. Архитектура собора базируется на традициях итальянского барокко. Собор состоит из трёх нефов и трёх апсид, украшен большим барочным куполом.
На главном алтаре расположен полиптих авторства Тициана (около 1552 г.) с изображением Вознесения Девы Марии. Соборная сокровищница представляет коллекцию из более 200 артефактов религиозного искусства, многие из которых имеют значительную культурную и художественную ценность.
Собор был повреждён сербскими обстрелами во время осады Дубровника (1991 год). К настоящему времени полностью восстановлен.